# Baracidris sitra
Baracidris sitra är en myrart som beskrevs av Bolton 1981. Baracidris sitra ingår i släktet Baracidris och familjen myror. Inga underarter finns listade.

## Bildgalleri

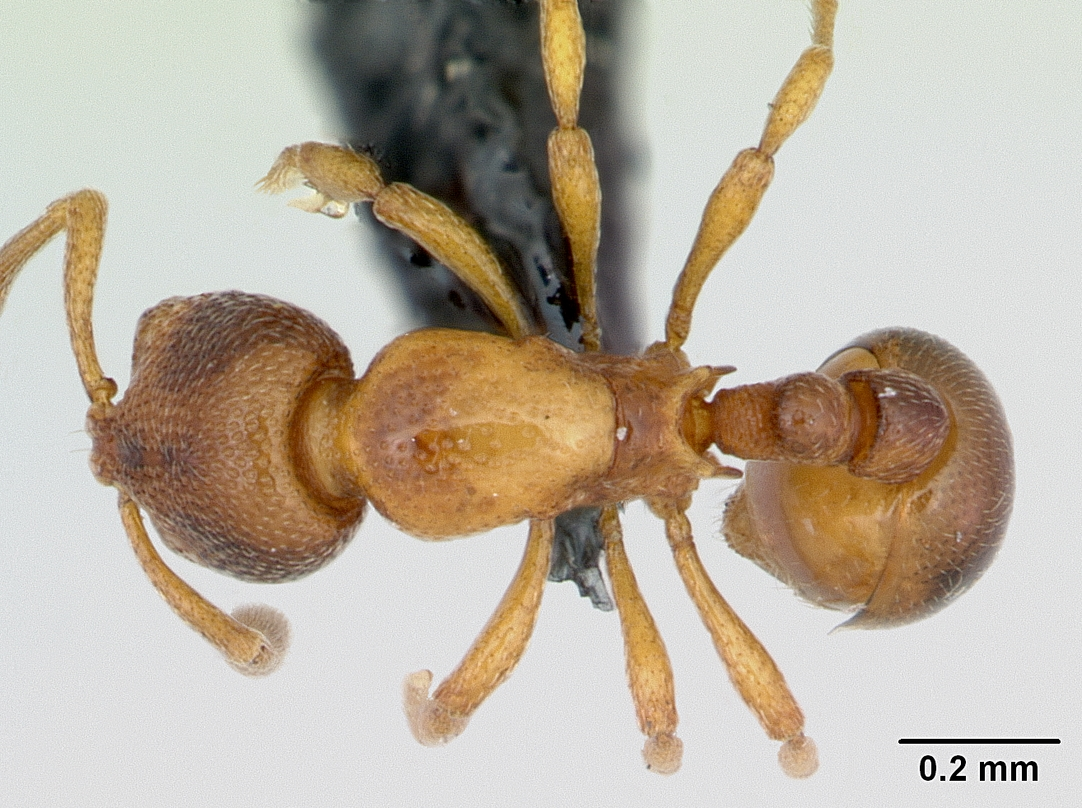
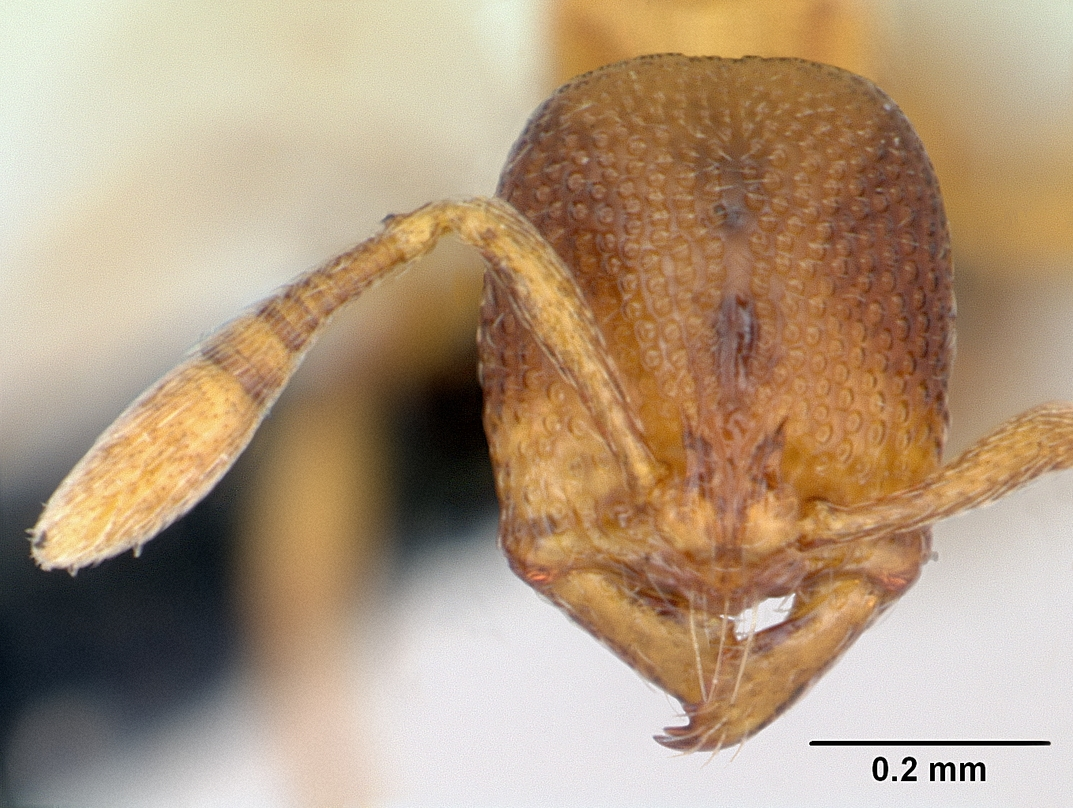
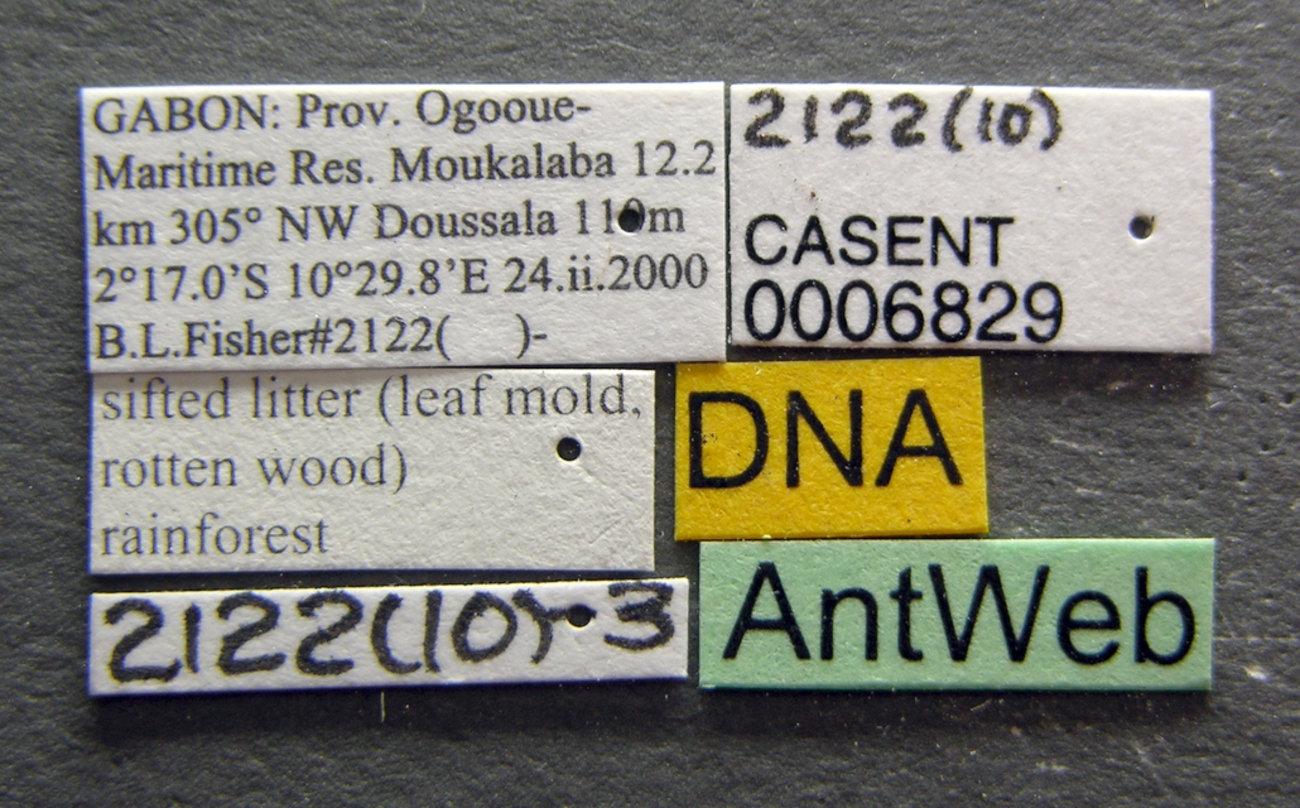
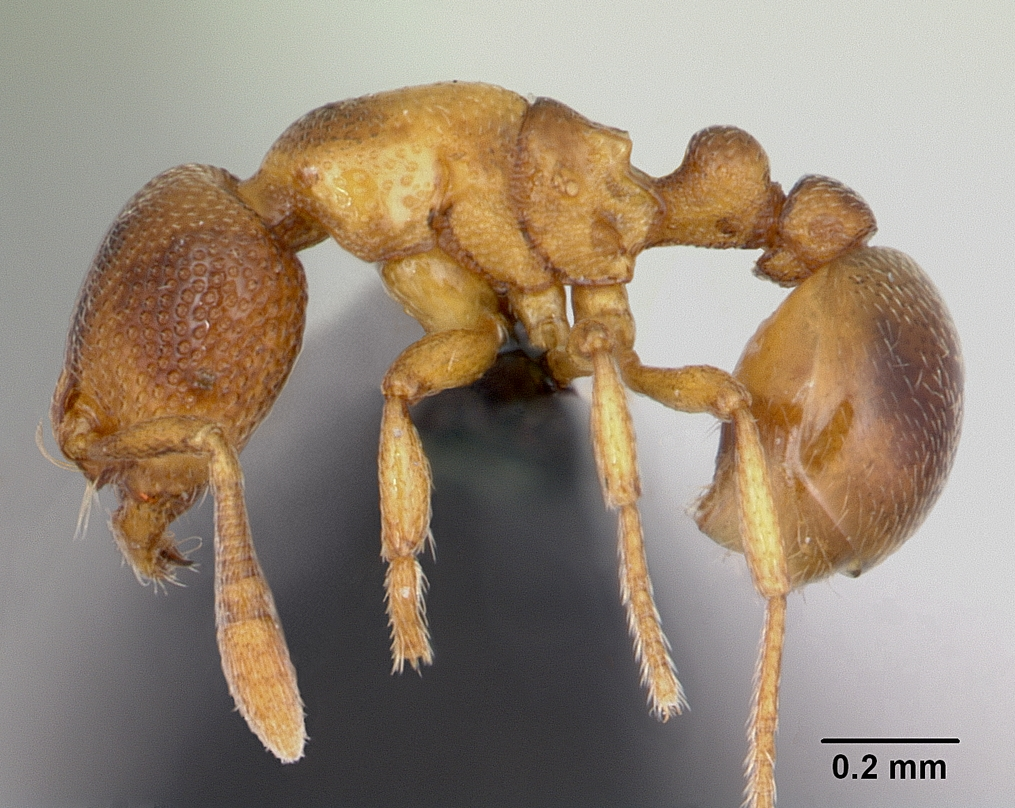
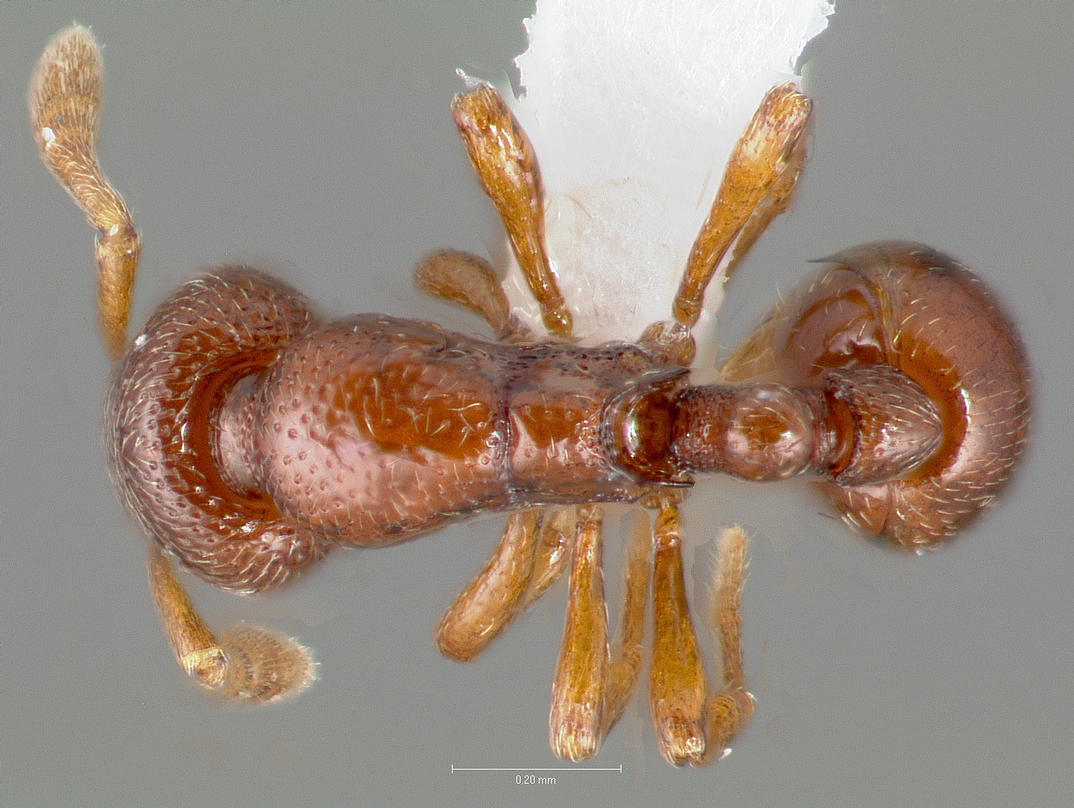
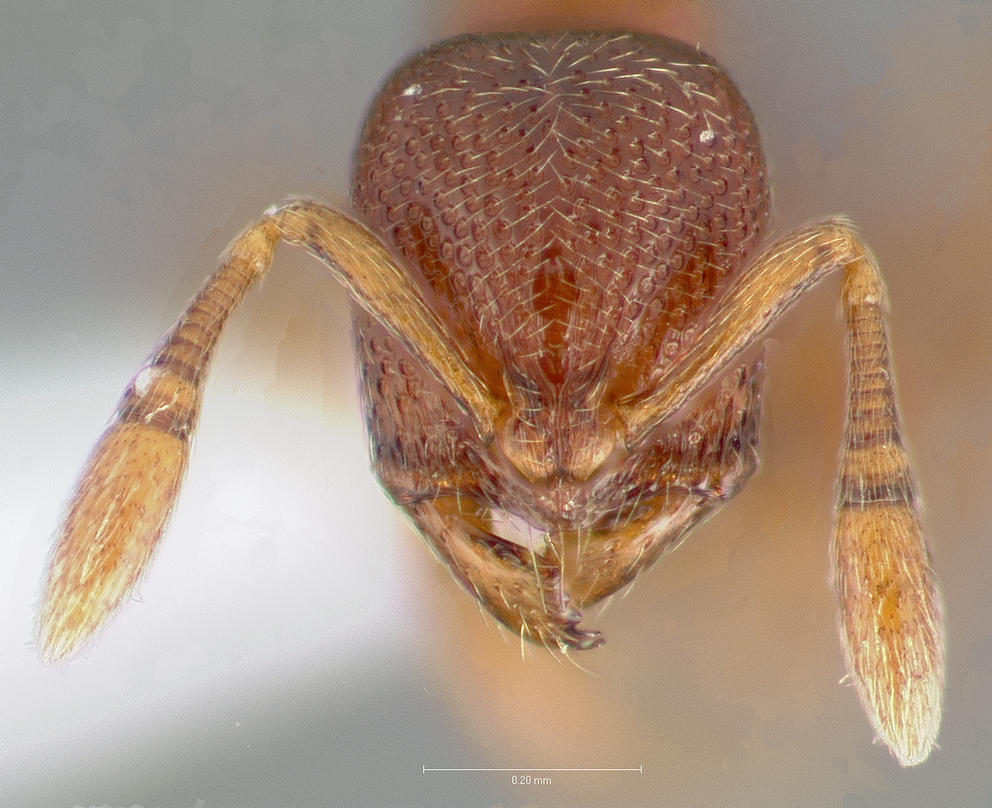